# Brutal Assault
Koordinaten: 50° 20′ 25,5″ N, 15° 56′ 7,3″ O
Das Brutal Assault ist ein Musikfestival für Metal und Hardcore, das jährlich im August in der Festung Josefov in Jaroměř (Tschechien) veranstaltet wird. Es gilt als eines der größten Festivals für Extreme Metal in Tschechien. Das Motto des Festivals ist „Against Violence and Intolerance“.

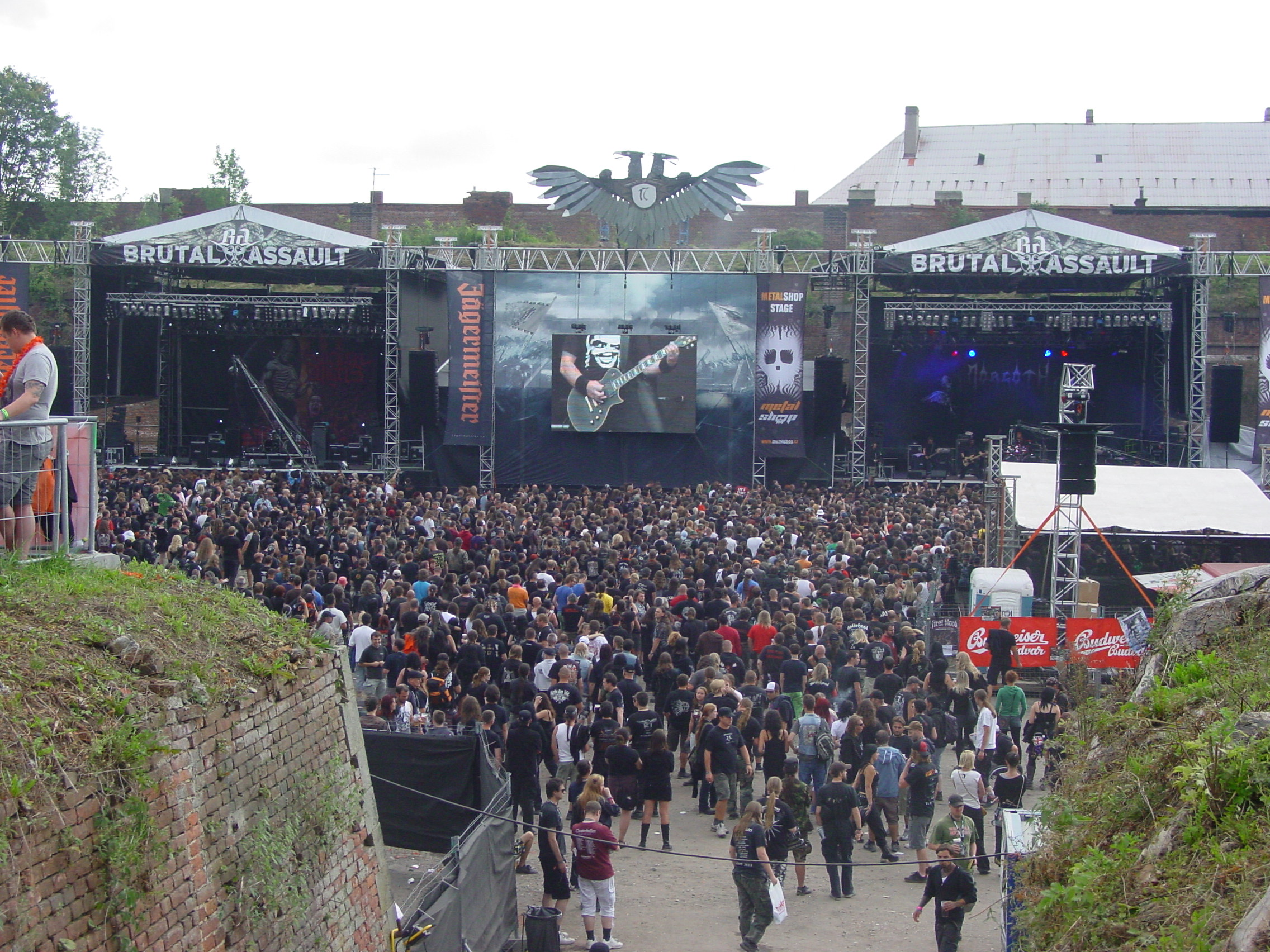
Sicht auf die Hauptbühnen von der Naturbühne aus (2012)

## Geschichte

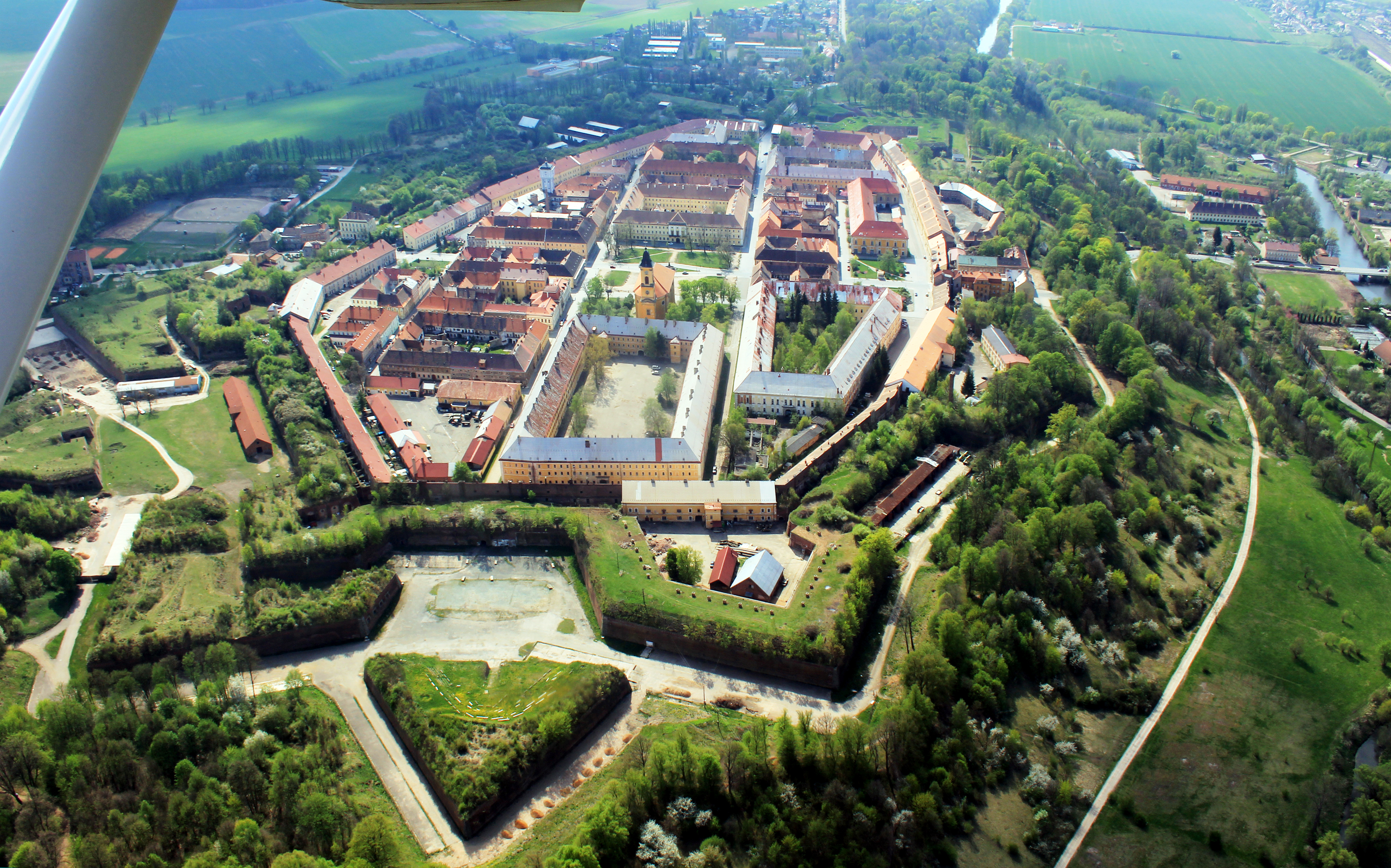
Luftansicht auf Jaroměř, im vorderen Bereich wird das Festival veranstaltet

Das erste Brutal Assault wurde 1996 mit 9 Bands an einem Abend und mit ca. 350 Gästen in Obůrka veranstaltet. Musikalisch handelt es sich um ein Festival, das vor allem Fans des Extreme Metals, insbesondere des Death Metals, und des Hardcore Punks bedient, wobei aber auch immer wieder andere Bands dazugebucht werden. Im Laufe seiner mehrjährigen Geschichte zog es mehrfach um. Von 1997 bis 2006 wuchs es von 17 Bands und 620 Gästen auf 55 Bands und 7000 Gäste an.
Seit 2007 wird das Festival auf der Festung Josefov veranstaltet und verzeichnete 2017 einen Besucherrekord von 20.000 Besuchern, vor denen 110 Bands spielten. Aufgrund der COVID-19-Pandemie pausierte das Festival in den Jahren 2020 und 2021. 2022 traten insgesamt 151 Bands in 5 Tagen vor 18.000 Besucher auf.